# Gran Priorato de las Galias
El Gran Priorato de las Galias (en francés Grand Prieuré des Gaules, o GPDG por sus siglas) es una obediencia masónica y caballeresca con sede en Francia. Fue fundado en París el 25 de marzo de 1935, con carta patente del Gran Priorato de Helvetia (hoy Gran Priorato Independiente de Helvetia)
A partir del año 2000 pasa a denominarse oficialmente “Gran Priorato de las Galias. Orden de los Caballeros Masones Cristianos de Francia. Orden de los Francmasones Cristianos de Francia" (Grand  Prieuré Des Gaules. Ordre des Chevaliers Maçons Chrétiens de France. Ordre de Franc-Maçons Chrétiens de France) Posee alrededor de 70 logias en Francia, la isla de la Reunión, Lomé (Togo), Cotonú (Benín), Martinica, Guadalupe y Ciudad de México.
Trabaja fundamentalmente en el Rito Escocés Rectificado. En menor medida existen logias que trabajan en el Rito Francés (en su versión denominada "Tradicional", anterior a la reforma de Groussier en el Gran Oriente de Francia), así como en el Rito Escocés (o Rito Escocés Estándar de Escocia) Sus miembros son exclusivamente varones cristianos (aunque dentro del panorama masónico francés tiene relaciones fraternas con las demás obediencias), ya que los ritos que trabaja el Gran Priorato de las Galias hacen referencia explícita al cristianismo en sus rituales. Esto es así porque dichos ritos se autodefinen como caminos de retorno a la divinidad a través de la simbología cristiana.

## Historia del Gran Priorato de las Galias
El origen del Gran Priorato de las Galias se halla en el legado de las provincias de la  Orden de la Estricta Observancia Templaria -Auvernia (IIª), Occitania (IIIª) y Borgoña (Vª)-, integradas en buena medida al Rito Escocés Rectificado en los conventos masónicos del siglo XVIII (1773-1774), y que adquiere su forma definitiva en los conventos de las Galias (1778) y Wilhelmsbad (1782) Por esta razón, el Rito Escocés Rectificado derivado de dichos conventos masónicos, constituirá la razón de ser del Gran Priorato de las Galias desde su nacimiento el 25 de marzo de 1935. Entonces, el Gran Comendador del Colegio de Ritos del Gran Oriente de Francia, Camille Savoire, junto a otros miembros de la misma obediencia, propone la puesta en marcha del Rito Escocés Rectificado a través de una estructura administrativa dedicada exclusivamente a este rito. De este modo, Camille Savoire tramita la carta patente otorgada por el Gran Priorato de Helvetia (Suiza) para el territorio francés. Tras la Revolución francesa, el Rito Escocés Rectificado se había refugiado en Suiza, lugar donde a lo largo del siglo XIX se mantendría ajeno a las reformas laicificantes de la masonería francesa. Es así como el novel Gran Priorato de las Galias se constituye en Francia en el guardián y conservador del espíritu iniciático derivado de los conventos de las Galias y Wilhelmsbad. 
A partir del siete de julio de 1958, el Gran Priorato de las Galias cede los tres primeros grados del Régimen Escocés Rectificado a la Gran Logia Nacional Francesa, entonces la única obediencia masónica reconocida por la Gran Logia Unida de Inglaterra, y por ende la portadora exclusiva de la regularidad administrativa ostentada por dicha obediencia inglesa. No será sino hasta el 13 de junio de 2000 en que el Gran Priorato de las Galias abandone el acuerdo con la Gran Logia Nacional Francesa, recuperando para sí la estructura completa propia del Régimen Escocés Rectificado y por ende la coherencia de todo el Rito Escocés Rectificado.
En un intento por reunir a la familia masónica cristiana, a partir de 1992, el Gran Priorato de las Galias recibe del Gran Priorato de Inglaterra y Gales patente para trabajar el grado de Caballero de San Juan de Jerusalén, Palestina, Rodas y Malta, más conocido como Caballero de Malta, acercándose con ello a los ritos cristianos de la masonería anglosajona. En 1997 recibe patente de la Orden de Altos Grados de los Países Bajos, para trabajar así el último grado iniciático del  Rito Francés, Soberano Príncipe Rosa + Cruz. El año 2000 sería el que marcaría la incorporación definitiva de los ritos anglosajones, al recibir patente para trabajar tanto el Rito Escocés como el último grado de la caballería, el de Caballero Templario; todo ello de manos del Gran Priorato de Escocia.

## Características del Gran Priorato de las Galias
Por lo anterior, el Gran Priorato de las Galias se autodefine como una potencia masónica y caballeresca de carácter multirritual, pero exclusivamente masculina y cristiana. Entiende así que la masonería y la caballería asociada a ella son caminos iniciáticos de retorno a lo divino, siempre desde la forma que brinda el trabajo espiritual de la tradición cristiana occidental. De este modo, el objetivo del GPDG es "permitir a los seres humanos, a través de la iniciación masónica, reencontrar su naturaleza original divina por medio de la realización personal masónica y posteriormente caballeresca".
El GPDG está dirigido por un Gran Maestre Nacional, asistido por un Gran Maestro adjunto y asesorado por un Consejo Nacional, formado a su vez por el diputado Gran Maestro, el Gran Canciller, el Gran Tesorero, el Gran Capellán, tres visitantes nacionales, así como tres cargos de orden que representan los tres ritos del GPDG. Sus tres ritos constitutivos son los siguientes:

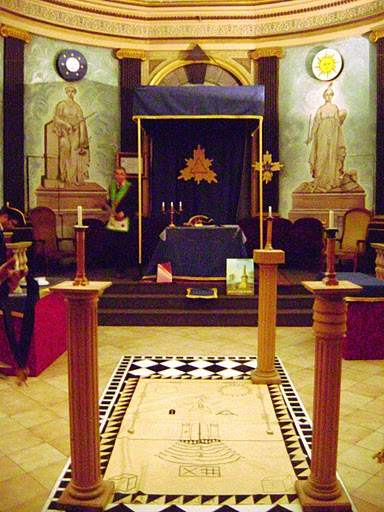
Templo masónico del Rito Escocés Rectificado en la ciudad francesa de Perpiñán

El Rito Escocés Rectificado, formado por la clase masónica (Aprendiz, Compañero, Maestro Masón y Maestro Escocés de San Andrés), está encabezado por un Diputado Maestro de las Logias Rectificadas. El siguiente nivel, dirigido igualmente por un Gran Maestro adjunto, es el integrado por la Orden Interior (Escudero Novicio y Caballero Bienhechor de la Ciudad Santa) Ambas secciones, la clase masónica y la Orden Interior, están encabezadas por un Gran Prior. En Francia, el Rito Escocés Rectificado se estructuró en torno a las tres provincias históricas que formaban parte de la Orden de la Estricta Observancia Templaria en el territorio francés (Auvernia II, Occitania III y Borgoña V) Las provincias se estructuran en torno a Regencias escocesas para la clase masónica y Prefecturas para la Orden Interior. Cada prefectura se subdivide a su vez en Encomiendas.
El Rito Escocés (o Rito Escocés Estándar), es el rito practicado por las logias masónicas en Escocia, siendo el oficial de la Gran Logia de Escocia. Se complementa con las logias de la Marca y los Capítulos del Real Arco (Royal Arch), seguido por la "Orden Masónica y Militar del Templo de San Juan de Jerusalén, Palestina, Rodas y Malta", que practican los grados Caballero del Templo (Knight Templar) y Caballero de Malta (Knight of Malta)
El Rito Francés del GPDG era el rito practicado por el Gran Oriente de Francia hasta finales del siglo XVIII. Esta versión del Rito Francés, denominada hoy en día “Tradicional”, corresponde de manera muy cercana, en sus tres grados simbólicos, al rito de la primera gran logia que se creó en Londres en 1717, conocida también con el título de Gran Logia de los Modernos. Los tres primeros grados simbólicos se complementan con cuatro órdenes simbólicos que culminan en el de Soberano Príncipe Rosa + Cruz.
Desde el año 2003, el Gran Priorato de las Galias mantenía estrechas relaciones con las escuelas iniciáticas derivadas de la doctrina de Martines de Pasqually, especialmente con la Sociedad de los Independientes. Sin embargo, buscando separar claramente las metodologías iniciáticas de ambas escuelas -la masonería y el martinismo-, a partir de 2012 el Gran Priorato de las Galias rompió relaciones formales con toda orden martinista, incluida la Sociedad de los Independientes.
A partir del año 2000 el Gran Priorato de las Galias ha procurado fortalecer sus relaciones tanto con otras obediencias masónicas francesas, como especialmente con aquellas que trabajan el Rito Escocés Rectificado, tanto dentro como fuera de Francia (como el Gran Priorato de Lotaringia) Además, el GPDG ha jugado un papel fundamental en la creación del Gran Priorato de Hispania.
El Gran Priorato de las Galias edita regularmente tres publicaciones, a saber, "Epitomé", los "Cuadernos azules " (Les Cahiers Verts), así como los "Cuadernos verdes" (Les Cahiers Verts) Además, a partir del año 2010, ha comenzado una política editorial concentrada en la historia y doctrina propia de los ritos de la obediencia.